# L'aventure vient de Manille
Pour plus de détails, voir Fiche technique et Distribution.
L'aventure vient de Manille (Die Letzten drei der Albatross) est un film d'aventure italo-franco-ouest-allemand réalisée par Wolfgang Becker et sortie en 1965. Il a pour thème la guerre du Pacifique.

## Fiche technique
- Titre français : L'aventure vient de Manille ou Aventure à Manille ou L'Enfer des mers du Sud[2]
- Titre original : Die Letzten drei der Albatross
- Réalisateur : Wolfgang Becker
- Scénario : Werner P. Zibaso
- Photographie : Rolf Kästel
- Montage : Herbert Taschner (de)
- Musique : Francesco De Masi
- Producteurs : Wolf C. Hartwig
- Sociétés de production : Rapid-Film GmbH (Munich), Metheus Film (Rome), Société nouvelle de cinématographie (Paris)
- Pays de production :  Allemagne de l'Ouest,  Italie,  France
- Langue de tournage : allemand
- Format : Couleur - 2,35:1 - Son mono - 35 mm
- Durée : 80 minutes
- Genre : Aventures de guerre[2]
- Dates de sortie :
  - Allemagne de l'Ouest : 8 octobre 1965
  - Italie : 26 février 1966
  - France : 12 avril 1967[2]

## Distribution
- Joachim Hansen : Lieutenant Uwe Carstens
- Harald Juhnke (de) : Kuddel Homann, un matelot
- Horst Niendorf (de) : Walter Pitters, un matelot
- Horst Frank : Sven Brodersen
- Gisella Arden : Lieutenant Danny Wilkinson
- Eva Montes (sous le nom d'Eva Montez) : Mona
- Alfredo Varelli : Namu, le guérisseur
- Jacques Bézard : Chick
- Henri Guégan (sous le nom de Philippe Guégan) : Kaminsky
- Wolf C. Hartwig : Krüger, le lieutenant-capitaine de l'Albatros
- Robert Le Ray : L'officier américain de l'Albatros